# Cold Bay
Cold Bay város az USA Alaszka államában, Aleutians East megyében. Lakosainak száma 50 fő (2020. április 1.).

## Népesség
A település népességének változása:
| Lakosok száma | 231  | 108  | 50   |
|               | 1890 | 2010 | 2020 |